# 643 Scheherezade
Scheherezade (asteroide 643) é um asteroide da cintura principal com um diâmetro de 71,57 quilómetros, a 3,1404118 UA. Possui uma excentricidade de 0,0646876 e um período orbital de 2 247,17 dias (6,16 anos).
Scheherezade tem uma velocidade orbital média de 16,25465623 km/s e uma inclinação de 13,76575º.
Este asteroide foi descoberto em 8 de Setembro de 1907 por August Kopff.